# Kapcsolat (televíziós sorozat)
A Kapcsolat (eredeti cím: Frequency) 2016-os amerikai televíziós sci-fi drámasorozat, amely a Frekvencia című 2000-es film alapján készült. A sorozat alkotója Jeremy Carver, aki a produceri munkálatokban is részt vett. A sorozatból egy évad készült, ami 13 részből áll. A történet egy párhuzamos idősíkról szól.

## Cselekmény
Raimy rendőr, ahogy az apja, Frank is az volt. Frank már régen meghalt, miután az egyik akciója balul sült el. De az eset körülményei azóta sem tisztázódtak teljes mértékben és egy szóbeszéd szerint Frank nem volt feddhetetlen fickó. Raimy sokat gondol az apjára és nem tudja őt hova tenni.
A jelenben, 2016-ban Raimy véletlenül egy szerkezet segítségével kapcsolatba lép az apjával, aki 1996-ban él, és csak pár nap választja el attól, hogy meghaljon. Raimy beszél neki erről és úgy alakulnak a dolgok, hogy az apja mégsem hal meg. Viszont azzal, hogy megváltozott a múlt, a jelen sem olyan már, mint eddig. Raimy elsőnek furcsállja is ezt, de hamar rá kell döbbennie, hogy most már ez a valóság. Azonban nem viseli valami jól ezt, főleg azért, mert az anyja már meghalt, pedig tegnap még beszélt vele. Ezért elhatározza, hogy megváltoztatja az események alakulását, és továbbra is kapcsolatban marad az apjával. Minden vágya, hogy visszakapja az anyját, ezért akcióba lendül, és elkezd nyomozni az anyja halála után, majd az eredményeket megosztja az apjával, akinek az lenne a feladata, hogy még a múltban fogja el a sorozatgyilkost, aki megölte az anyját. Ezzel meg nem történtté tenné a gyilkosságot, és az anyja életben maradna.

## Szereplők
- Raimy – Peyton List
- Satch Reyna – Mekhi Phifer
- Frank – Riley Smith
- Julie – Devin Kelley
- Gordo – Lenny Jacobson
- Raimy fiatalon – Ada Breker
- Daniel – Daniel Bonjour
- Meghan – Beth Lacke
- Stan – Anthony Ruivivar

## Epizódok
| Évad | Évad | Részek száma | Részek száma | Eredeti sugárzás | Eredeti sugárzás | Eredeti adó               | Magyar sugárzás   | Magyar sugárzás  | Magyar adó |
| Évad | Évad | Részek száma | Részek száma | Évadbemutató     | Évadzáró         | Eredeti adó               | Évadbemutató      | Évadzáró         | Magyar adó |
| ---- | ---- | ------------ | ------------ | ---------------- | ---------------- | ------------------------- | ----------------- | ---------------- | ---------- |
|      | 1.   | 13           | 13           | 2016. október 5. | 2017. január 25. | The CW Television Network | 2016. október 20. | 2017. február 9. | Cool TV    |

### 1. évad (2016–17)
| Sor. | Év. | Cím                                         | Rendező            | Író                                              | Premier                               | Nézettség         | Gyártási szám |
| --- | --- | ------------------------------------------- | ------------------ | ------------------------------------------------ | ------------------------------------- | ----------------- | ------------- |
| 1. | 1.  | Hívás a múltból (Pilot)                     | Brad Anderson      | Történet: Toby Emmerich Tévéjáték: Jeremy Carver | 2016. október 5. 2016. október 20.    | 1,35 millió n.a.  | 101           |
| Taimy rendőrként dolgozik. Születésnapjára vőlegénye rendbe hozza a kis rádióállomást a garázsban. Raimy nem örül, mert rossz emlékeket idéz fel benne. Apja, akivel együtt rádiózott gyerekként, és aki szintén rendőr volt, elhagyta őket, majd egy éjjel az East Riverből emelték ki a holttestét. A pletykák szerint korrupt volt. És most, 20 évvel később halott apját hallja a rádióban, egy másik idősíkból. Mivel figyelmezteti, hogy az életére törnek, Frank életben marad. Azonban ily módon megváltoztatták a múltat, és kiderül, hogy egy 20 éve a mocsárba temetett holttest Raimy anyjáé. Pedig ő nagyon is él, illetve, élt mindaddig, míg a múlt nem változott. |     |                                             |                    |                                                  |                                       |                   |               |
| 2. | 2.  | Jelek a zajban (Signal and Noise)           | John Kretchmer     | Jeremy Carver                                    | 2016. október 12. 2016. október 27.   | 1,08 millió n.a.  | 102           |
| Mióta Raimy figyelmeztette egy másik idősíkban apját, hogy le akarják lőni, és hála ennek, életben marad, megváltoztatták a múltat. És folyamatos beszélgetéseikkel, ahogy a múlton változtatnak, a jelen is megváltozik. Raimy próbálja megelőzni, hogy anyját ne ölhesse meg a sorozatgyilkos. Elkezd nyomozni a 20 éves ügyben, de amint nyomra akad, és ezt közli apjával, megváltozik a jelen. Gyanúsítottjáról, akit egyik nap még a házában látogat meg, másnapra kiderül, hogy 20 éve ismeretlen helyen tartózkodik. És a gyilkosság időpontjáig egyre fogy az idő. |     |                                             |                    |                                                  |                                       |                   |               |
| 3. | 3.  | Frank, rajtad a sor! (The Near Far Problem) | Nina Lopez-Corrado | Nancy Won                                        | 2016. október 19. 2016. november 3.   | 1,04 millió n.a.  | 103           |
| Raimy olyan életbe vágóan fontos információ birtokában van Thomas Goffról, amit mielőbb továbbítania kell rádión Franknek. Mindenáron meg kell akadályozniuk, hogy Frank életben maradása következtében Raimy édesanyja, Julie gyilkosság áldozata legyen. Ehhez azonban Franknek tovább kell módosítania a múltban, így a jelenben történteket is. |     |                                             |                    |                                                  |                                       |                   |               |
| 4. | 4.  | Átalakulás (Bleed Over)                     | Michael Fields     | Michael Alaimo                                   | 2016. október 26. 2016. november 10.  | 0,99 millió n.a.  | 104           |
| Ahogy közeledik Julie elrablásának 20 évvel korábbi időpontja, Frank és Raimy beletemetkeznek a Nightingale-ügybe, hogy elkapják a sorozatgyilkost, még mielőtt mindez megtörténne. Egy 20 évvel korábban elrabolt nő kislányától próbálnak információkat szerezni a gyilkos személyleírását illetően a múltban és jelenben egyaránt. |     |                                             |                    |                                                  |                                       |                   |               |
| 5. | 5.  | Hét-három (Seven Three)                     | Oz Scott           | John Dove                                        | 2016. november 2. 2016. november 17.  | 0,91 millió n.a.  | 105           |
| Frank segít Raimynek a nyomozásban, így sorban összeállnak a múltbéli mozaikos nyomok. Ám ezzel újabb időszakadást hoznak létre a jelen és a múlt között, s a múlt változásával egyre inkább megváltoznak a jelen történései. |     |                                             |                    |                                                  |                                       |                   |               |
| 6. | 6.  | Elhajlás (Deviation)                        | John Kretchmer     | Jeannine Renshaw                                 | 2016. november 9. 2016. november 24.  | 1,05 millió n.a.  | 106           |
| Raimy találkozik egy titokzatos idegennel, Karllal (Curtis Armstrong), aki rejtélyes módon, de tud beszélni a saját jövőjéről - furcsa hangsúllyal érintve a Nightingale-ügyet. A megszerzett információk birtokában Raimy és Frank csalit használva csapdát állítanak a sorozatgyilkosnak. |     |                                             |                    |                                                  |                                       |                   |               |
| 7. | 7.  | Vétel, vétel, vétel (Break, Break, Break)   | Tim Hunter         | Linda Patel                                      | 2016. november 16. 2016. december 1.  | 0,97 millió n.a.  | 107           |
| Frank és Raimy elszántan kutatnak Nightingale után tovább - úgy tűnik, sikertelenül. Váratlan fordulatként azonban Raimy és Satch nyomozó nyomra bukkannak. Megtalálják azt a szobát, ahol Nightingale az első megkínzott áldozatát tartotta. |     |                                             |                    |                                                  |                                       |                   |               |
| 8. | 8.  | Interferencia (Interference)                | Tara Nicole Weyr   | Tom Farrell                                      | 2016. november 30. 2016. december 15. | 0,97 millió n.a.  | 108           |
| Raimy és Satch nyomozásuk során megdöbbentő szálra bukkannak Nightingale első áldozatával kapcsolatban. Ahogy Raimy beszámol erről az apjának, Frank azonnal dolgozni kezd az ügyön. Közben Frank és Julie egy váratlan fordulatot hozó, őszinte beszélgetésre kényszerülnek; Raimyhez pedig nem kis meglepetést okozva egy látogató érkezik. |     |                                             |                    |                                                  |                                       |                   |               |
| 9. | 9.  | Megdöbbentő felfedezés (Gray Line)          | John Showalter     | Nancy Won                                        | 2016. december 7. 2016. december 22.  | 0,85 millió n.a.  | 109           |
| Raimy és Frank megdöbbentő felfedezést tesznek a Nightingale gyilkossal kapcsolatban. Frank egy hihetetlen árulás következtében szinte elvakultan saját akcióba kezd. |     |                                             |                    |                                                  |                                       |                   |               |
| 10. | 10. | Az Edison-effektus (The Edison Effect)      | Rob Seidenglanz    | John Dove                                        | 2017. január 4. 2017. január 19.      | 0,67 millió n.a.  | 110           |
| Raimy ráveszi Franket, hogy a 20 évvel korábbi idősíkban ölje meg a Nightingale sorozatgyilkost, mert így kizárható annak az esélye, hogy elrabolja és meggyilkolja anyját. Frank meg is ássa a sírt az erdőben, altató injekcióval elkábítja Joe-t, azonban útközben karambolozik. Eközben, a másik idősíkban Raimy elkapja Joe-t, és miután a férfi megadja magát, nem tud úrrá lenni bosszúvágyán, és egy rendőr szeme láttára lelövi. |     |                                             |                    |                                                  |                                       |                   |               |
| 11. | 11. | Negatív vétel (Negative Copy)               | John Behring       | Michael Alaimo                                   | 2017. január 11. 2017. január 26.     | 0,74 millió n. a. | 111           |
| Raimy bajba kerül, miután szemtanúk előtt lelövi a feltartott kézzel térdre ereszkedő Joe-t. Gordo apja, aki ügyvéd, elintézi, hogy hazamehessen, de nem sok jót ígér a továbbiakban. Raimy beszél az apjával, aki elmondja, hogy elkapta a Nightingale-t, de karambolozott, Joe-nak pedig sikerült kimásznia a csomagtartóból. Raimy kéri, hogy találjon ki valamit. Frank improvizál, és névtelen hívással ráküldi a rendőrséget Joe-ra, miután elrejti nála a templomból ellopott pénzt. Joe-t letartóztatják. Ettől Raimy idősíkjában változás történik, ám Joe még mindig szabad.                                                                                            |     |                                             |                    |                                                  |                                       |                   |               |
| 12. | 12. | Összhang (Harmonic)                         | Stefan Pleszcynski | Jeannine Renshaw                                 | 2017. január 18. 2017. február 2.     | 0,73 millió n.a.  | 112           |
| Mivel a múltban minden megváltozott, új helyzet előtt találja magát Raimy és Frank. Joe-t letartóztatják lopásért Frank időzónájában, de kiengedik. Raimy kórházba szállítja Meghan súlyosan sérült öccsét, aki annak idején megszökött, és álnéven kezdett új életet. Raimy tippjére Frank előkeríti a múltban. Joe pedig feladja magát. |     |                                             |                    |                                                  |                                       |                   |               |
| 13. | 13. | Jel nélkül (Signal Kiss)                    | Thomas Wright      | Jeremy Carver, Nancy Won                         | 2017. január 25. 2017. február 9.     | 0,79 millió n.a.  | 113           |
| Az évadzáró részben fény derül a titokra. Raimy újabb váratlan fordulattal egy életbevágóan fontos információ birtokába jut a gyilkossal kapcsolatban, de úgy tűnik nem tudja kellő időben felvenni a rádiókapcsolatot Frankkel. |     |                                             |                    |                                                  |                                       |                   |               |

## Értékelések
- Entertainment Weekly – 83/100
- The Hollywood Reporter – 70/100
- The New York Times – 70/100
- Washington Post – 67/100
- USA Today – 63/100
- Boston Globe – 58/100
- Boston Herald – 58/100
- Variety – 50/100
- Los Angeles Times – 40/100

## Kapcsolódó szócikk
- Frekvencia (2000)